# Friedrich Grüneklee
Friedrich Grüneklee (* 1856; † 22. September 1936 in Königsberg (Preußen)) war ein deutscher Fechtmeister in Königsberg.

## Leben
Im Wintersemester 1860/61 hatte die Studentenschaft der Albertus-Universität Königsberg den Senat in einer Petition um Anstellung eines Fechtlehrers gebeten. Der Student Reinhard Nothnagel erteilte in diesem Semester zum ersten Mal gegen Bezahlung Fechtstunden. Im Sommersemester 1863 wurde der Fechtlehrer Dr. phil. Keppner von der Universität angestellt. Keppner war Angehöriger des Corps Normannia Halle. Seit dem Sommersemester 1866 benutzten alle Verbindungen den neuen Universitätsfechtboden in der Kollegiengasse.
Grüneklee folgte Keppner im Dreikaiserjahr. Zuvor hatte er ohne Abschluss evangelische Theologie studiert. 1898 wurde der Fechtboden in die neue Palaestra Albertina in der III. Fließstraße verlegt. Nach unvergessenem Wirken durch 100 Semester ging Grüneklee 1932 in den Ruhestand, in der Palaestra Albertina von allen Waffenstudenten gefeiert und mit einer großzügigen Spende aller  Altherrenschaften wohl versehen. 25 Korporationen unterstützten ihn bis an sein Lebensende in gesundheitlichen und materiellen Belangen. Der „Recke mit dem Barbarossabart und den so freundlich leuchtenden, schönen Augen“ starb mit 80 Jahren. Ihm folgte sein Gehilfe Erdmann als letzter Fechtlehrer der Albertus-Universität.